# 戈蘭地區議會
戈蘭地區議會（希伯來語：מועצה אזורית גולן，羅馬化：Mo'atza Azorit Golan）是以色列在1967年六日戰爭中佔領戈蘭高地後，為管轄在其上建立的諸多猶太定居點而成立的地區議會。戈蘭地區議會涵蓋幾乎整個以佔戈蘭高地，其轄下共有32個定居點，但其辦公總部位於不在其管轄區域的定居點城鎮卡茨林。
1981年，以色列國會通過《戈兰高地法》，在戈蘭高地實行以色列法律，吞併了該地區。戈蘭高地根據國際法被視為叙利亚的被佔領土，以色列在其上建立定居點也被視為違反國際法。

## 歷史
戈蘭地區議會1979年4月在北方司令部指揮官阿維格多·本加爾少將的命令下成立，並由其前身機構—1978年成立的戈蘭地區委員會（ועד אזורי גולן）的主席摩西·戈雷利克出任首位議會首長。
在1990年代初，當時的以色列政府曾討論以歸還戈蘭高地為條件、與叙利亚簽署和平協議的方案。此事使得戈蘭地區議會開始資助反對將戈蘭高地移交給敘利亞的抗議活動，並向高等法院提交了一份請願書，反對將市政資金用於抗議目的。高等法院駁回了該請求，從而允許戈蘭地區議會以「居民服務」名義繼續向反對移交的抗議活動注入資金。
絕大部分国际社会均視戈蘭高地為叙利亚的被佔領土，被联合国安全理事会和联合国大会全票通過的《第497号决议》也認定以色列吞併戈蘭高地為違法。2019年3月26日，時任美国总统唐納·川普簽署了行政命令正式承認以色列對戈蘭高地的主權，此舉受到諸多國家的反對。。

## 轄下定居點

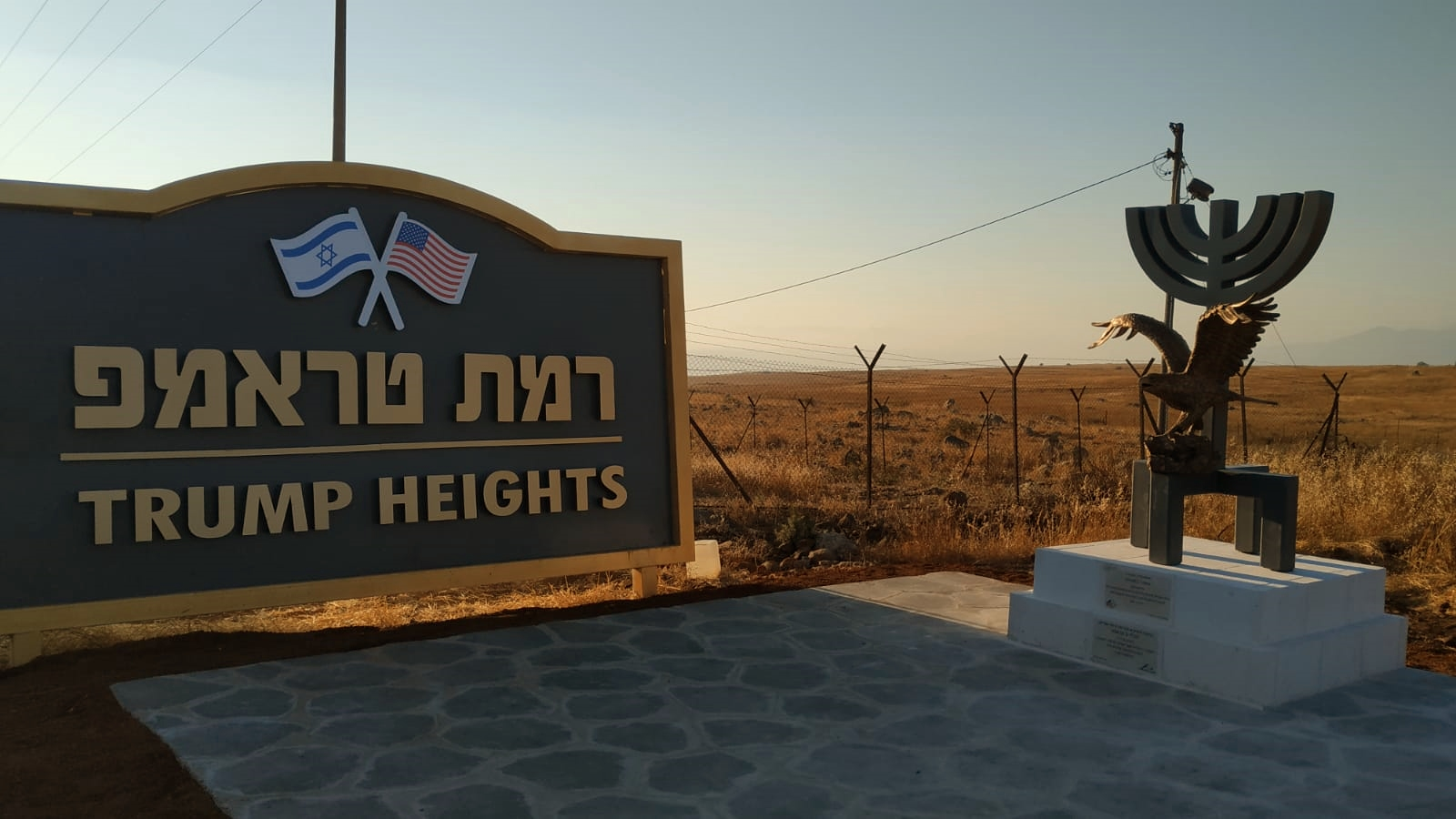
戈蘭地區議會最新建立（2019年）的定居點川普高地

### 基布兹
- 亞弗（英语：Afik）
- 艾因齊范（英语：Ein Zivan）
- 艾爾羅姆（英语：El Rom）
- 基述（英语：Geshur (Israeli settlement)）
- 克法哈魯夫（英语：Kfar Haruv）
- 梅羅姆戈蘭（英语：Merom Golan）
- 梅札爾（英语：Metzar）
- 梅沃哈馬（英语：Mevo Hama）
- 那圖爾（英语：Natur）
- 奧爾塔爾（英语：Ortal (Israeli settlement)）

### 莫沙夫
- 阿洛尼哈巴珊（英语：Alonei HaBashan）
- 阿尼阿姆（英语：Ani'am）
- 阿夫內艾坦（英语：Avnei Eitan）
- 貝內耶胡達（英语：Bnei Yehuda (Israeli settlement)）
- 伊利亞德（英语：Eliad, Israeli settlement）
- 吉瓦特約阿夫（英语：Givat Yoav）
- 哈斯平/希斯平（英语：Haspin）
- 卡納夫（英语：Kanaf）
- 克謝特（英语：Keshet (Israeli settlement)）
- 奇德瑪特茲維（英语：Kidmat Tzvi）
- 奈歐特戈蘭（英语：Neot Golan）
- 內維阿提夫（英语：Neve Ativ）
- 尼姆羅德（英语：Nimrod (Israeli settlement)）
- 諾夫（英语：Nov (Israeli settlement)）
- 奧德姆（英语：Odem）
- 先鋒高地（英语：Ramat Magshimim）
- 拉莫特（英语：Ramot (Israeli settlement)）
- 沙阿勒（英语：Sha'al）
- 約納坦（英语：Yonatan (Israeli settlement)）

### 公有定居點
- 哈德尼斯（英语：Had Ness）
- 凱拉阿隆（英语：Kela Alon）
- 川普高地

## 議會首長列表
| 任數 | 名字          | 任期          | 出身地     |
| ---- | ------------- | ------------- | ---------- |
| 1    | 摩西·戈雷利克 | 1978年–1979年 | 先鋒高地   |
| 2    | 伊坦·利斯     | 1979年–1988年 | 拉莫特     |
| 3    | 耶胡達·沃爾曼 | 1988年–2001年 | 梅羅姆戈蘭 |
| 4    | 艾利·馬爾卡   | 2001年–2018年 | 沙阿勒     |
| 5    | 海姆·羅卡赫   | 2018年–2024年 | 諾夫       |
| 6    | 歐利·凱爾納   | 2024年–       | 先鋒高地   |